# Vecqueville
Vecqueville ist eine französische Gemeinde mit 506 Einwohnern (Stand 1. Januar 2022) im Département Haute-Marne in der Region Grand Est; sie gehört zum Arrondissement Saint-Dizier und zum Gemeindeverband Bassin de Joinville en Champagne.

## Geografie
Vecqueville liegt rund 25 Kilometer südöstlich der Stadt Saint-Dizier im Norden des Départements Haute-Marne. Die Gemeinde liegt in einem Bogen der Marne. Verkehrstechnisch ist die Gemeinde gut erreichbar mit einem eigenen Anschluss an der N67.

## Geschichte
Vecqueville gehört historisch zur Bailliage de Chaumont innerhalb der Provinz Champagne. Der Ort gehörte von 1793 bis 1801 zum District Joinville. Zudem von 1793 bis 1801 zum Kanton Maiziéres und seit 1801 zum Kanton Joinville. Die Gemeinde war 1801 bis 1926 und 1940 bis 1943 dem Arrondissement Wassy und 1926 bis 1940 dem Arrondissement Chaumont zugeteilt. Seit 1943 gehört sie zum Arrondissement Saint-Dizier. 

## Bevölkerungsentwicklung
| Einwohner                  | 763 | 809 | 721 | 766 | 746 | 701 | 626 | 512 |
| Quellen: Cassini und INSEE |     |     |     |     |     |     |     |     |

## Sehenswürdigkeiten
- Dorfkirche Saint-Remy aus dem 19. Jahrhundert (wenige Teile aus dem 15. Jahrhundert)[1]
- Kapelle Sainte-Anne de Sossa
- Wegkreuz östlich des Dorfs